# Красилівська сільська рада (Броварський район)
Красилівська сільська рада — орган місцевого самоврядування у Броварському районі Київської області з адміністративним центром у с. Красилівка.

## Загальні відомості
Історична дата утворення: в 1938 році.
Загальна площа землі в адмінмежах Красилівської сільської ради — 8162,9 га.
Адреса 07451, Київська обл., Броварський р-н, с. Красилівка, вул. С.Басова, 43.

## Населені пункти
Сільській раді підпорядковані населені пункти:
- с. Красилівка

## Склад ради
Рада складається з 20 депутатів та голови.

### Керівний склад ради
| ПІБ                       | Основні відомості                                                             | Дата обрання | Дата звільнення |
| ------------------------- | ----------------------------------------------------------------------------- | ------------ | --------------- |
| Жерибор Ніна Миколаївна   | Сільський голова, 1960 року народження, освіта, позапартійна                  | 26.03.2006   | 14.05.2007      |
| Нагібіна Раїса Леонідівна | Сільський голова, 1960 року народження, освіта незакінчена вища, позапартійна | 31.10.2010   |                 |

Примітка: таблиця складена за даними джерела